# Antoni Kiełbasa
Antoni Jerzy Kiełbasa, SDS (ur. 6 listopada 1938 w Zgodzie, zm. 15 lipca 2010 w Trzebnicy) – polski duchowny katolicki, salwatorianin, historyk, profesor Papieskiego Wydziału Teologicznego we Wrocławiu.

## Życiorys
Urodził się rzemieślniczej rodzinie Jerzego i Małgorzaty z d. Dziuba. W 1945 rozpoczął naukę w szkole podstawowej w Świętochłowicach, następnie w latach 1953–1955 kontynuował ją w Niższym Seminarium Duchownym im. Św. Jacka w Katowicach. 7 września 1955 rozpoczął nowicjat w Zgromadzeniu Salwatorianów w Bagnie k. Wrocławia, 8 września 1956 złożył pierwsze śluby zakonne (przyjmując imię zakonne Herbert), a 8 września 1962 śluby wieczyste. Studia filozoficzno-teologiczne ukończył w Wyższym Seminarium Duchownym Salwatorianów w Bagnie. Święcenia kapłańskie otrzymał w Trzebnicy z rąk ks. bpa Andrzeja Wronki 29 czerwca 1963. Po rocznej pracy w duszpasterstwie parafialnym podjął studia z historii Kościoła na Katolickim Uniwersytecie Lubelskiem. W 1966 otrzymał licencjat, w 1968 pod kierunkiem ks. prof. Mieczysława Żywczyńskiego obronił pracę magisterską nt. Początki Salwatorianów na ziemiach polskich 1900-1908. W latach 1970–1972 prowadził badania w archiwum generalnym Salwatorianów w Rzymie i innych archiwach kościelnych w Europie. W 1972 po powrocie zamieszkał w Trzebnicy i podjął wykłady w Wyższym Seminarium Duchownym Salwatorianów w Bagnie. Pracę doktorską nt. Ksiądz Franciszek Maria od Krzyża Jordan (1848–1918) obronił w 1992 na Papieskim Wydziale Teologicznym we Wrocławiu i w 1993 został adiunktem przy Katedrze Historii Kościoła w Czasach Nowożytnych. W 1998 przedstawił rozprawę habilitacyjną nt. Salwatorianie z ziem polskich w latach 1881-1903.  W 2001 roku otrzymał tytuł profesora nadzwyczajnego Papieskiego Wydziału Teologicznego we Wrocławiu. Do śmierci był kierownikiem Katedry Historii Kościoła na Śląsku w Instytucie Historii Kościoła PWT we Wrocławiu.
Ks. Antoni opublikował ponadto szereg książek, broszur i artykułów szczególnie o Trzebnicy i Obornikach Śląskich, za co też zostaje mu przyznany tytuł „Honorowego Obywatela Miasta Trzebnicy” (2000) i „Zasłużony dla Gminy Trzebnica” (2008) oraz tytuł „Honorowego Obywatela Miasta Obornik Śląskich” (2010).
Trzy główne kierunki badań naukowych:
1. Historia Zgromadzenia Salwatorianów i osoba Założyciela, Sługi Bożego ks. Franciszka Jordana
2. Życie i działalność św. Jadwigi Śląskiej
3. Historia Kościoła na Śląsku.

W latach 1975-1985 zajmował stanowiska w zarządzie Polskiej Prowincji Zgromadzenia Salwatorianów; wikariusz prowincjalny: 1975-1978 i 1981-1985, konsultor prowincjalny 1978-1981. Wielokrotnie pełnił funkcję przełożonego, był aktywny w pracy Zgromadzenia Salwatorianów na szczeblu międzynarodowym, współzałożyciel Międzynarodowej Komisji Historycznej Salwatorianów (1971), wielokrotny delegat Polskiej Prowincji Salwatorianów na Kapitułę Generalną Zgromadzenia (1975, 1981, 1987, 1993, 1999, 2006).

## Odznaczenia
- 1998 – Krzyż Zasługi RFN
- 2003 – Śląska Nagroda im. Juliusza Ligonia
- 2005 – Austriacki Krzyż Honorowy I Klasy
- 2009 – Krzyż Oficerski Orderu Odrodzenia Polski
- 2010 – Nagroda Kulturalna Śląska
- 2010 – Nagroda Kulturalna Dolnego Śląska "Silesia"